# Phycomorpha metachrysa
Phycomorpha metachrysa là một loài bướm đêm thuộc họ Copromorphidae. Nó là loài đặc hữu của New Zealand.
Sải cánh dài 19–20 mm. Con trưởng thành có màu xanh lá cây đậm.
Ấu trùng ăn các loài Streblus.